# Kurt Schenck zu Schweinsberg
Carl Otto Kurt Freiherr Schenck zu Schweinsberg (* 22. April 1858 in Kassel; † 30. Mai 1929 ebenda) war ein deutscher Verwaltungsbeamter, Rittergutsbesitzer, Kirchenpolitiker und Parlamentarier.

## Leben
Kurt Schenck zu Schweinsberg entstammte dem hessischen Uradelsgeschlecht der Schenck zu Schweinsberg. Er war der Sohn des Generalmajors und Kommandanten von Kassel, Heinrich August Ludwig Schenck zu Schweinsberg (1811–1889) und dessen Ehefrau Selma Hedwig, geb. von Lehsten-Dingelstädt (1838–1862). Während einer Auslandsreise heiratete er am 3. Februar 1892 in Ballinderry die von dort gebürtige Agnes Maude Jackson (1868–1942). Sie war die Tochter von Reverend John Joseph Jackson (1820–1907) und Agnes Victoria geb. Traill, Tochter des William Traill of Ballylough, of Ballylough House, aus der Landed Gentry. Mit ihr hatte er vier Kinder.
Kurt studierte an der Eberhard Karls Universität Tübingen Rechtswissenschaft. 1880 wurde er im Corps Suevia Tübingen recipiert. Als Inaktiver wechselte er an die Friedrich-Wilhelms-Universität zu Berlin. Nach dem Studium trat er in den preußischen Staatsdienst. Von 1888 bis 1891 war er Gerichtsassessor im Oberlandesgerichtsbezirk Kassel, 1892 unternahm er eine Auslandsreise nach England und Irland. 1907 wurde er Oberregierungsrat. Er war Rittergutsbesitzer und einer der Obervorsteher des Ritterschaftlichen Kaufunger Hilfsfonds zur Versorgung weiblicher Angehöriger der Hessischen Ritterschaft. Von einer Nachwahl am 28. März 1912 bis 1918 saß Schenck als Abgeordneter des Wahlkreises Kassel 9 (Kirchhain, Frankenberg) im Preußischen Abgeordnetenhaus. Er gehörte der Fraktion der Konservativen Partei an. Von 1908 bis 1924 war er Konsistorialpräsident der Evangelischen Landeskirche in Hessen-Kassel. Des Weiteren war er Mitglied des Provinziallandtags der Provinz Hessen-Nassau und des Kurhessischen Kommunallandtags des Regierungsbezirks Kassel. Außerdem war er Kreistagsabgeordneter.
Ab 1918 war er Obervorsteher der Hessischen Ritterschaft. Von 1922 an nannte er sich Erbschenk; dieses ehemalige landgräflich-hessische Hofamt lag seit dem 15. Jahrhundert in den Händen der Familie Schenck zu Schweinsberg und wurde vom jeweiligen Familienältesten bekleidet.